# Abscam

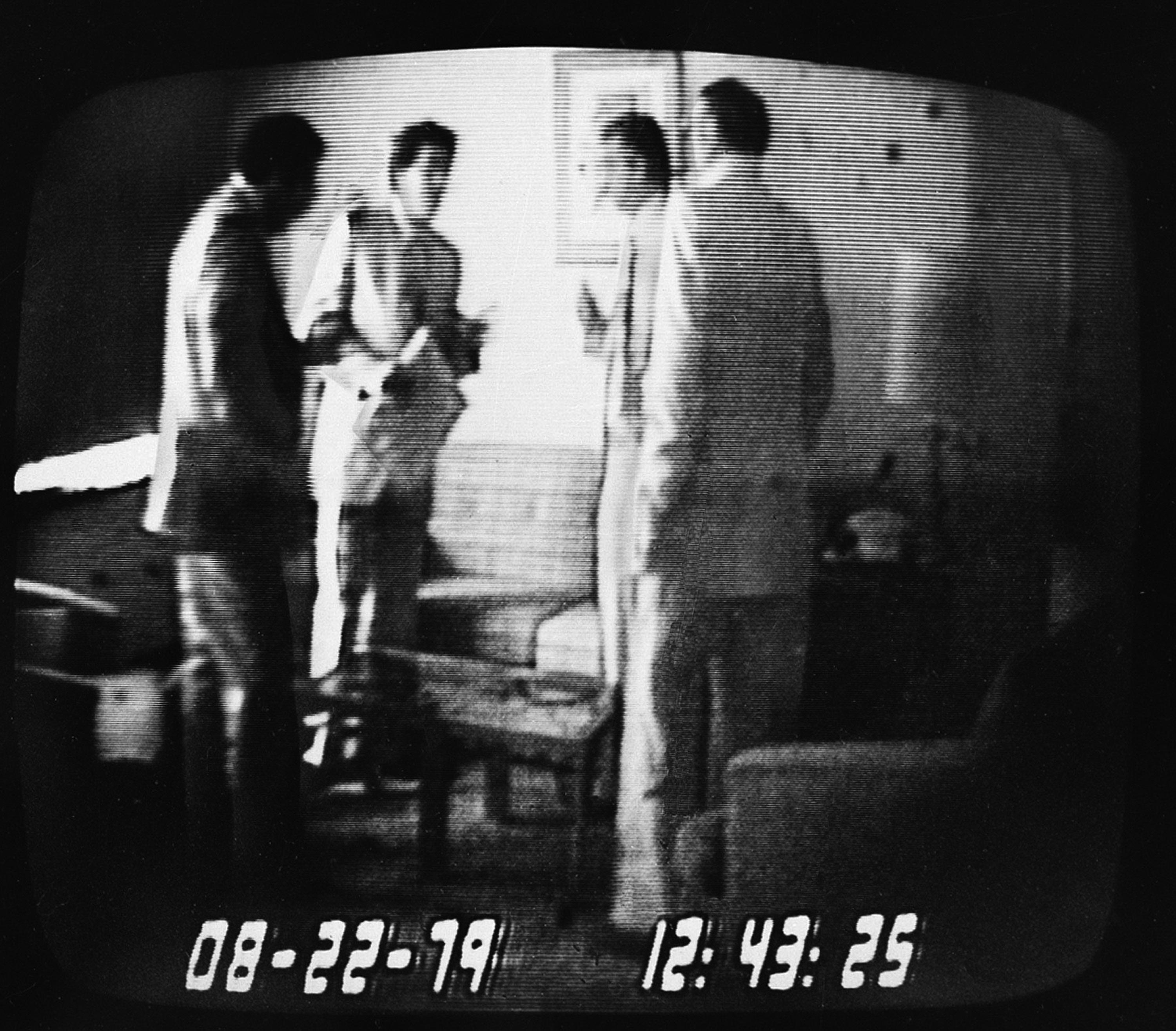
Indivíduos flagrados por câmera oculta do FBI, durante operação ABSCAM, em agosto de 1979.

Abscam - por vezes escrito ABSCAM - foi uma operação conduzida pelo FBI no final dos anos 1970 e início da década de 1980 com o objetivo de prender criminosos. A operação de dois anos foi conduzida a partir do escritório do FBI em Hauppauge, Nova Iorque, sob a supervisão do Diretor-adjunto Neil J. Welch, chefe da divisão de Nova Iorque do FBI, e Thomas P. Puccio, chefe da Força de Ataque ao Crime Organizado do Departamento de Justiça para o Distrito Oriental de Nova Iorque.
A operação visou inicialmente o tráfico de bens roubados e a corrupção de empresários de prestígio, mas foi posteriormente convertida numa investigação sobre a corrupção de figuras políticas. O FBI, com a ajuda do Departamento de Justiça e de um homem condenado por fraude, filmou figuras políticas a aceitar subornos de uma empresa árabe fraudulenta em troca de vários favores políticos.
Foram então investigadas 30 figuras políticas, e dessas 30, sete foram condenadas em 1981 - seis membros da Câmara dos Representantes e um membro do Senado dos Estados Unidos. Havia não só membros do Congresso dos Estados Unidos, mas também membros do Senado de Nova Jérsia, membros da Câmara Municipal de Filadélfia, o presidente da Câmara Municipal de Camden (Nova Jérsia), e um inspetor do Departamento de Imigração e Naturalização dos EUA.
Abscam foi o nome de código escolhido pelo FBI para a operação. Quando a polícia anunciou esta operação, declararam que "abscam" era a contração de "arab scam", que significa "fraude árabe". Na sequência dos protestos do Comité de Relações Árabes Americanas, as autoridades corrigiram o dito, dizendo que foi, de facto, a contração do esquema de Abdul, retirado do nome - Abdul Enterprises - da empresa fictícia usada como fachada e engodo.
Este escândalo político foi a base para o cenário do filme norte-americano American Hustle de 2013, realizado por David O. Russell.